# Hinche
Hinche (em crioulo, Ench), é uma comuna do Haiti, situada no departamento do Centro e no arrondissement de Hinche. De acordo com o censo de 2003, sua população total é de 50.000 habitantes.